# Nadia Léger
Nadia Léger, ursprungligen Nadia Khodossievitch, född 4 oktober 1904 i Vitryssland, död 7 november 1982 i Grasse (Alpes-Maritimes, var en fransk-rysk målare och hustru till Fernand Léger.

## Biografi
Nadia Léger var 13 år när familjen flydde till Beliov under första världskriget. Vid 15 års ålder började hon att studera i Sovjetunionen och fortsatte sin utbildning i Smolensk, där hon lärde sig av kända konstnärer, bland andra Kazimir Malevitj.
I slutet av 1921 flyttade hon till Warszawa för att studera vid Konsthögskolan och kom i kontakt med det polska konstavantgardet och anslöt tidigt till den suprematistiska strömningen. Hon gifte sig med den polska målaren Stanisław Grabowski 1924 och fortsatte sin utbildning i Paris vid Akademin för samtidskonst (Académie d'Art contemporain), där hon blev assistent till Fernand Léger, en tjänst som hon behöll till Légers död 1955.
Under 1920-talet skapade hon verk inspirerade av kubism och purism och började att utforska anti-geometriska former. Under slutet av 1930-talet drogs hon till surrealismen och engagerade sig politiskt i det franska kommunistpartiet. Tillsammans med Fernand Léger bidrog hon till stöd för den Franska Folkfronten (Front populaire) med flera stora verk till politiska manifestationer.
Under andra världskriget deltog hon i franska motståndsrörelsen och fortsatte att skapa konst. Efter kriget blev hon en prominent figur i den kommunistiska konstscenen i Frankrike.
Hon gifte sig 1952 med Fernand Léger. Efter dennes död 1955 arbetade Nadia Léger med att främja och bevara hans konst. Hon skapade bland annat Fernand Léger-museet i Biot och fortsatte att producera konstverk, inklusive stora mosaikporträtt. Hon utsmyckade bland annat Aeroflots kontor på Champs-Élysées i Paris med en stor mosaikvägg i suprematistisk stil.
Hon avled 1982 i Grasse i Frankrike och begravdes i Callian.